# ماریون سیلوا فرناندز
مارین سیلوا فرناندز ملقب به ماریون (متولد ۷ سپتامبر ۱۹۹۱), یک بازیکن فوتبال اهل کشور برزیل است. وی هم‌اکنون در تیم فوتبال العربی عضویت دارد.اوهمچنین سابقه ی حضور در فوتبال ایران را با بازی در تیم ذوب اهن داراست

## افتخارات
اتلتیکو مینیرو برزیل
- کوپا سودامریکانا آمریکای جنوبی - ۲۰۱۴
- جام حذفی فوتبال برزیل - ۲۰۱۴